# 全学寺
全學寺（ぜんがくじ）は、東京都足立区にある浄土宗の寺院。

## 歴史
戦国時代前期、真野日向守梅敷の開基である。開基の真野梅敷の墓は、隣の浄光寺にあり、墓碑銘に「延徳2年（1490年）」の没となっているので、それ以前に創建されたものと推測できる。当寺の公式サイトでは、「1490年頃に創建の歴史あるお寺」としている。
真野梅敷の墓は元々当寺にあったが、一時寺が荒廃した時期があり、その際に浄光寺に移したものである。
かつては、武蔵国埼玉郡加倉村（現・埼玉県さいたま市岩槻区）の浄国寺の末寺であった。
その後は活動が不明だったり、無住（住職不在）の時期があったが、江戸時代中期から後期までの石造物が境内にあることから、その時期の寺院運営は安定していたものと推測される。

## 交通アクセス
- 舎人駅より徒歩8分（経路案内）。